# Henry Beaumont Herts
Henry Beaumont Herts (1871-1933) est un architecte américain, connu pour les théâtres réalisés par son cabinet Herts & Tallant.

## Biographie
Herts est né à New York. Il est formé à l’université Columbia par l’architecte Bruce Price, mais n’obtient pas de diplôme. Après 1893, il étudie l’architecture en Europe à l’École nationale supérieure des beaux-arts de Paris, et aux universités de Rome et de Heidelberg.
En 1900, Herts s'associe avec Hugh Tallant dans le cabinet Herts & Tallant, et se spécialise dans la conception de théâtres. Tallant s’occupe de l’architecture, et Herts joue le rôle de l’ingénieur et de l’homme d’affaires. Leur première réussite est le New Amsterdam Theatre construit en 1903, suivi du théâtre Fulton (détruit en 1982), du Gaiety (en) (aussi détruit en 1982) du Liberty (en) (détruit en 1933), du Lyceum, du New German Theatre, et de la Brooklyn Academy of Music. Herts améliore la construction d’arcs en porte-à-faux, permettant aux architectes des théâtres de placer des balcons sans utiliser de colonnes.
Son partenariat avec Tallant prend fin en 1911 ; Herts continue avec son assistant Herbert J. Krapp, et produit le Booth Theatre et le Shubert qui lui fait face, et le Longacre Theatre. Krapp quitte l'entreprise en 1915. Herts conçoit également le mausolée de la famille Guggenheim au cimetière Salem Fields (en) de Brooklyn.
Herts prend sa retraite en 1928 et meurt à New York le 27 mars 1933. Ses archives sont conservées à la Avery Architectural and Fine Arts Library de l’université Columbia.

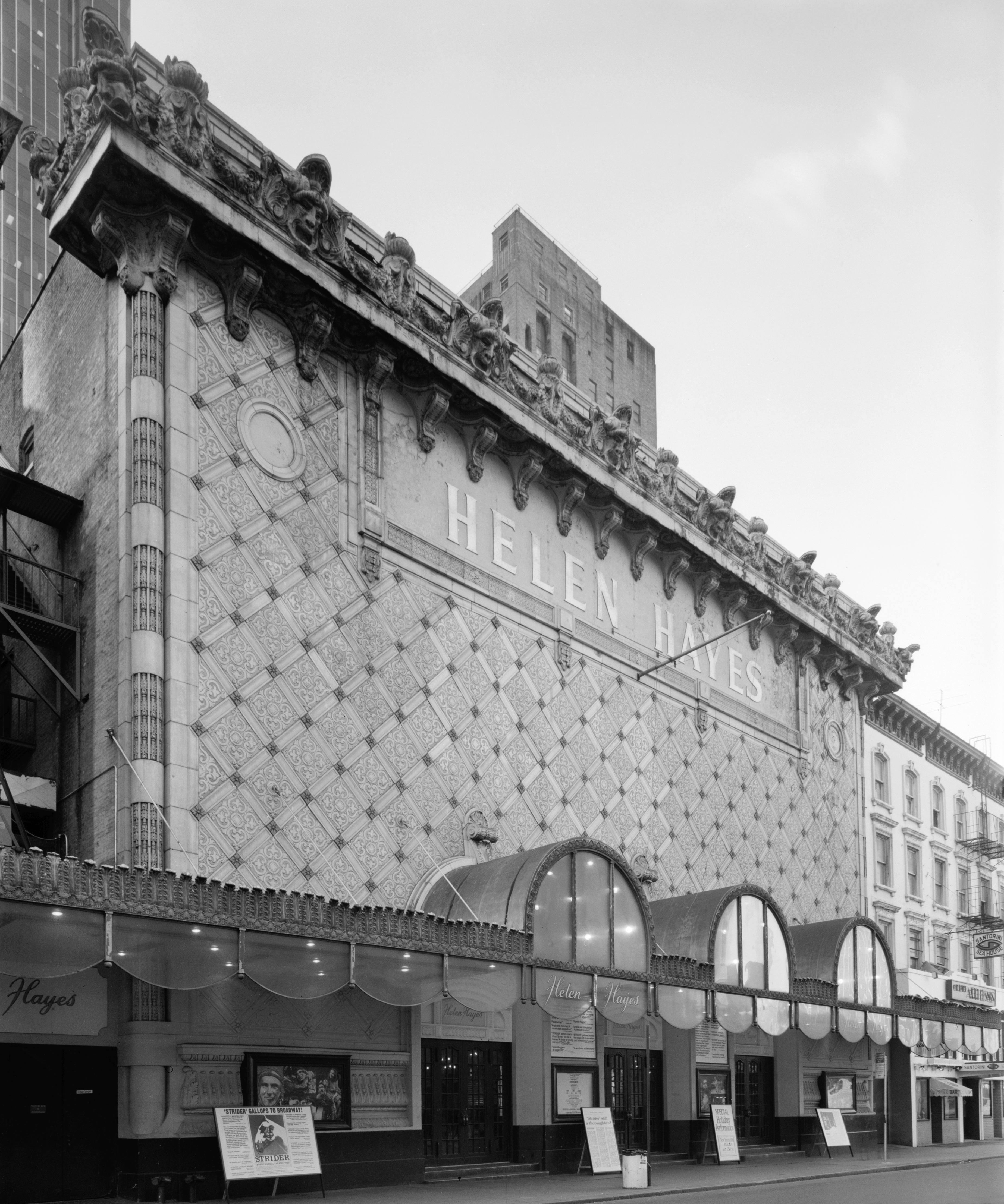
Le Fulton (Helen Hayes) Theater, sur la 42nd Street, NYC, vers 1980 avant sa destruction en 1982
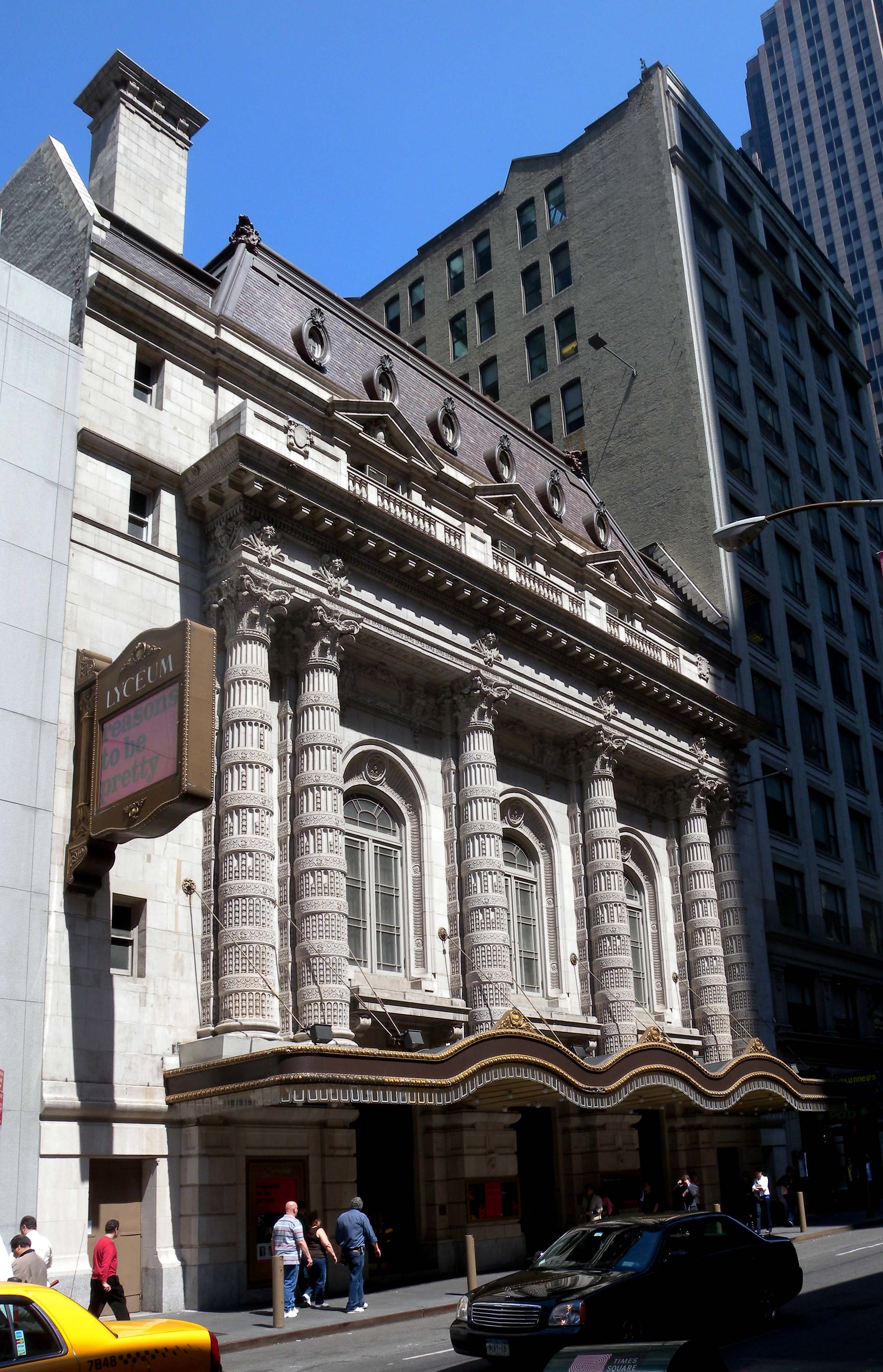
Le Lyceum Theatre à Manhattan, NY